# Grand Ole Opry
Grand Ole Opry je radijska emisija s country glazbom koja se emitira na radio-postaji WSM iz Nashvillea u američkoj saveznoj državi Tennessee. Emitira se neprekidno od 5. listopada 1925. godine, čime je najstarija radijska emisija u SAD-u i jedna od najstarijih u svijetu.
U emisiji nastupaju country glazbenici, koji uživo izvode svoju glazbu. U svijetu countryja stvar je velikog prestiža nastupiti u Grand Ole Opryju, tako da gotovo i nema eminentnog country glazbenika koji tamo nije nastupao. Samo neki od njih su: Hank Williams, Johnny Cash, Reba McEntire, Ricky Van Shelton, Garth Brooks, Clint Black, Alan Jackson, Trisha Yearwood i Shania Twain.
Grand Ole Opry je poznat kao "dom američke glazbe" i "najpoznatija pozornica countryja". Mjesto emitiranja emisije od 1974. je Grand Ole Opry House, danas jedna od najvećih turističkih atrakcija Nashvillea.

## Vanjske poveznice
- Službena stranica (engl.)